# Call off the Search
Call off the Search (укр. Відкликаю пошук) — дебютний альбом британсько-грузинської співачки Кеті Мелуа випущений у 2003 році. Він досяг першої позиції в чарті Великої Британії і станом на березень 2012 розійшовся з тиражем 1,874,263 примірників.

## Список композицій
| Список треків | Список треків                      | Список треків     | Список треків |
| #             | Назва                              | Автор             | Тривалість    |
| ------------- | ---------------------------------- | ----------------- | ------------- |
| 1.            | «Call Off the Search»              | Mike Batt         | 3:24          |
| 2.            | «Crawling Up a Hill»               | John Mayall       | 3:25          |
| 3.            | «The Closest Thing to Crazy»       | Batt              | 4:12          |
| 4.            | «My Aphrodisiac Is You»            | Batt              | 3:34          |
| 5.            | «Learnin' the Blues»               | Delores J. Silver | 3:23          |
| 6.            | «Blame It on the Moon»             | Batt              | 3:47          |
| 7.            | «Belfast (Penguins and Cats)»      | Katie Melua       | 3:21          |
| 8.            | «I Think It's Going to Rain Today» | Randy Newman      | 2:30          |
| 9.            | «Mockingbird Song»                 | Batt              | 3:06          |
| 10.           | «Tiger in the Night»               | Batt              | 3:07          |
| 11.           | «Faraway Voice»                    | Melua             | 3:13          |
| 12.           | «Lilac Wine»                       | James Shelton     | 4:11          |
| 41:14         |                                    |                   |               |

## Сертифікації
| Регіон                                                                                          | Сертифікація  | Продажі    |
| ----------------------------------------------------------------------------------------------- | ------------- | ---------- |
| Австралія (ARIA)                                                                                | Платиновий    | 70 000^    |
| Данія (IFPI Denmark)                                                                            | 2× Платиновий | 80 000^    |
| Франція                                                                                         | —             | 100,000    |
| Німеччина (BVMI)                                                                                | 2× Платиновий | 400 000^   |
| Нідерланди (NVPI)                                                                               | Платиновий    | 80 000^    |
| Нова Зеландія (RIANZ)                                                                           | Платиновий    | 15 000^    |
| Норвегія (IFPI Norway)                                                                          | 3× Платиновий | 145,000    |
| Південна Африка (RISA)                                                                          | Платиновий    | 50 000*    |
| Швеція (IFPI Sweden)                                                                            | Золотий       | 30 000^    |
| Швейцарія (IFPI Switzerland)                                                                    | Платиновий    | 40 000^    |
| Велика Британія (BPI)                                                                           | 6× Платиновий | 1,900,000  |
| США                                                                                             | —             | 66,000     |
| Підсумки                                                                                        |               |            |
| Європа (IFPI)                                                                                   | 2× Платиновий | 2 000 000* |
| *продажі, що базуються лише на сертифікаціях ^відвантаження, що базуються лише на сертифікаціях |               |            |